# Курицын, Иван Васильевич
Иван Васильевич Курицын по прозвищу Волк (казнён 27 декабря 1504) — дьяк и дипломат на службе Великого князя Московского и Государя всея Руси Ивана III. Брат Фёдора Васильевича Курицына, также дипломата и писателя. Род Курицыных происходит от легендарного Ратши. Его дедом был Василий Напитка, а другой дед, Григорий Романович Курица Каменский, был боярином матери Ивана III Марии Ярославны и воеводой.
В 1492 году вместе с Юрием Траханиотом был послан к императору Священной Римской империи Максимилиану. В 1485 году участвовал в Новгородском походе Ивана III. Затем участвовал в переговорах с Ганзой на острове реки Наровы. В 1497 году вместе с Петром Заболоцким был послан к литовскому князю Александру, чтобы убедить его отказаться от участия в походе польского короля Яна Ольбрахта против молдавского господаря Стефана Великого.
Братья Курицыны входили в придворный круг, в котором достаточно долго распространялось религиозное учение, которое позднее было названо «жидовствующими» и объявлено еретическим. Эта партия группировалась вокруг провозглашенного наследником внука Ивана III Дмитрия Ивановича и его матери Елены.
Иваном Курицыным было переписано «Мерило Праведное» — сборник, включающий религиозные поучения о праведных и неправедных судах (собственно «Мерило праведное») и Кормчую книгу (сборник законов). Сборник подписан цифровой тайнописью «Иванъ Волкъ Курицинъ». (ГБЛ, ф. 173, № 187). Кормчую исследовала Е. В. Белякова, которая установила, что она относится к особой редакции, представленной южнославянским Мазуринским списком XIV в. (ЦГАДА, ф. 196, № 534), Чудовским начала XV в. (ГИМ, Чудов. собр., № 168) и Уваровским начала XVI в. (ГИМ, собр. Уварова, № 81/557) и не имеет никаких оригинальных черт по сравнению с более ранними списками. Не связан он и с еретическими взглядами. Сборник говорит об интересе еретиков к вопросам законодательства — памятник этот включал в свой состав «Русскую правду». Вероятно он играл роль в подготовке Судебника 1497 года.
Однако в 1499—1502 годах произошел разворот во внутренней политике Ивана III, он вместо внука назначил наследником сына Василия III. Активизировались репрессии против инакомыслящих в церкви. В 1504 году церковный собор осудил ересь жидовствующих. В том числе был осуждены как еретики и сожжены в клетке Иван Курицын, Дмитрий Коноплев и Иван Максимов. В Новгороде сожгли архимандрита Кассиана, Некраса Рукавого и других еретиков. Многих отправили в заточение по тюрьмам и монастырям. Всех еретиков предали церковному проклятию, и даже через два столетия после этого ежегодно предавались анафеме Кассиан, Курицын, Рукавый, Коноплев и Максимов «со всеми их поборниками и соумышленниками».